# John Barrow
Ngài John Barrow, Đệ nhất Nam tước, FRS, FRGS, FSA (19 tháng 6 năm 1764 – 23 tháng 11 năm 1848) là một nhà địa lý, nhà ngôn ngữ học, nhà văn và công chức người Anh được biết đến nhiều nhất với nhiệm kỳ là Bí thư thứ hai của Bộ Hải quân từ năm 1804 đến năm 1845.
Barrow ghé Đà Nẵng năm 1792-1793 dưới triều Tây Sơn và có viết một quyển sách về hành trình này mang tên: A Voyage to Cochinchina in the Years 1792 and 1793 (Một Chuyến Du Hành Đến Xứ Nam Hà trong các năm 1792 và 1793).

## Tiểu sử
Barrow là con duy nhất của Roger Barrow, một thợ thuộc da ở làng Dragley Beck, thuộc giáo xứ Ulverston, Lancashire. Ông ấy là học sinh của trường Town Bank Grammar School, Ulverston, nhưng rời đi năm 13 tuổi để theo học một trường học dạy vào chủ nhật cho trẻ em nghèo ở địa phương.
Barrow được tuyển dụng làm nhân viên giám sát của một xưởng đúc sắt ở Liverpool . Mới 16 tuổi, ông đã tham gia một chuyến thám hiểm săn cá voi đến Greenland . Ở tuổi đôi mươi, ông đi dạy môn toán, môn học mà ông luôn đạt thành tích xuất sắc, tại một trường tư thục ở Greenwich. 

## Trung Quốc
Barrow dạy toán cho con trai của Ngài George Leonard Staunton ; thông qua sự quan tâm của Staunton, ông được bổ nhiệm vào sứ đoàn Anh đầu tiên tại Trung Quốc từ năm 1792 đến năm 1794 với tư cách là người giữ nhà cho Lord Macartney . Ông ấy sớm có được kiến thức tốt về ngôn ngữ Trung Quốc, nhờ đó ông ấy đã đóng góp các bài báo cho Tạp chí hàng quý ; và với tài khoản của đại sứ quán do Sir George Staunton xuất bản, ghi lại nhiều đóng góp quý giá của Barrow cho văn học và khoa học liên quan đến Trung Quốc. 
Barrow không còn chính thức liên quan đến các vấn đề Trung Quốc sau khi trở lại đại sứ quán vào năm 1794, nhưng ông luôn quan tâm nhiều đến chúng và trong những dịp quan trọng thường được chính phủ Anh hỏi ý kiến. 
Một số nhà sử học gán 'luận điểm trì trệ' cho Barrow; rằng Trung Quốc là một quốc gia cực kỳ văn minh đang trong quá trình suy tàn vào thời điểm tiếp xúc với người châu Âu.

## Nam Phi

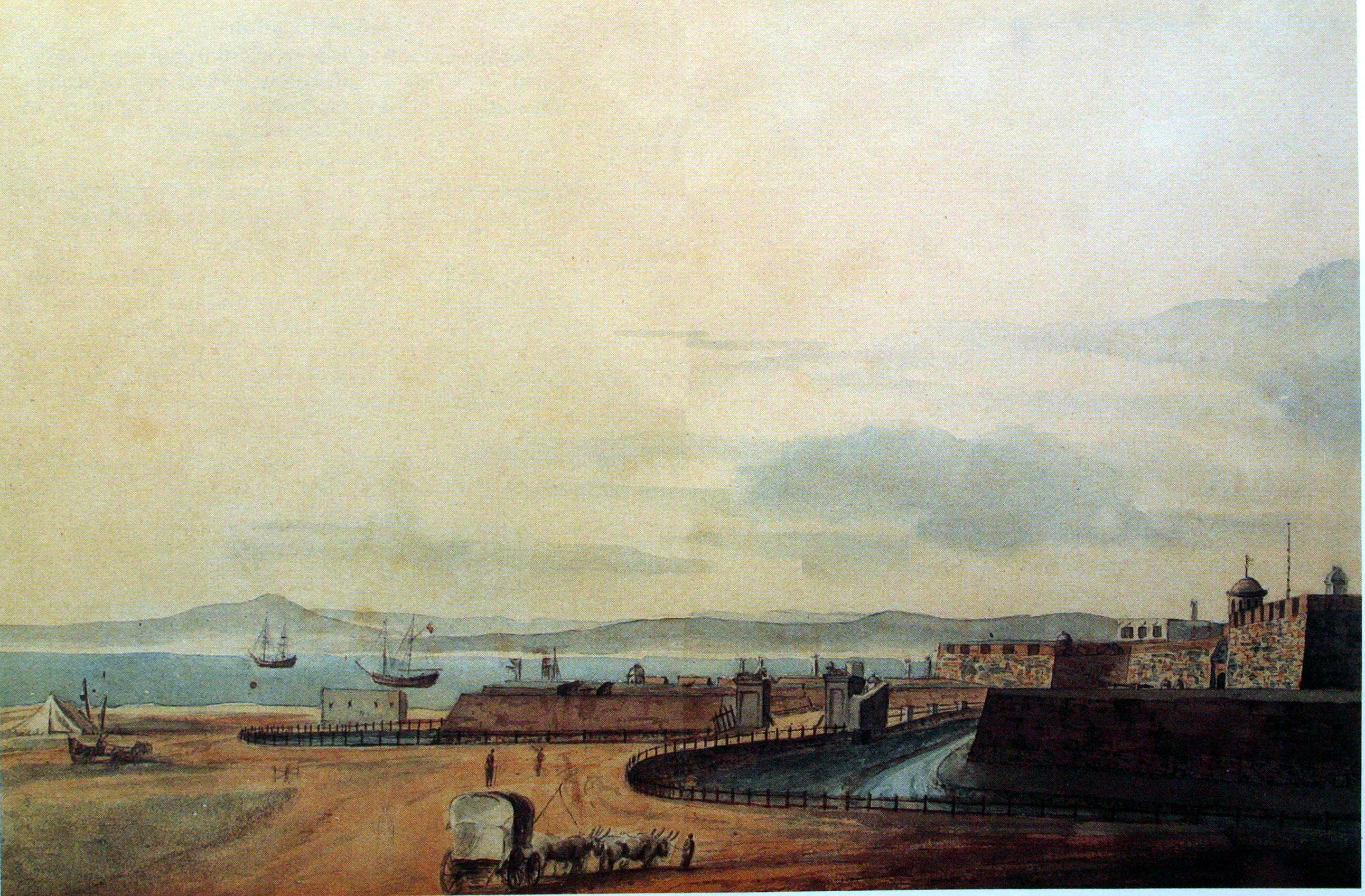

Năm 1797, Barrow đi cùng với Lord Macartney với tư cách là thư ký riêng trong sứ mệnh thiết lập chính phủ ở thuộc địa mới giành được là Mũi Hảo Vọng . Barrow được giao nhiệm vụ hòa giải những người định cư Boer và người da đen bản địa và báo cáo về vấn đề nội địa. Trong chuyến đi, ông đã đến thăm tất cả các vùng của thuộc địa; khi trở về, ông được bổ nhiệm làm tổng kiểm toán tài khoản công. Sau đó, ông quyết định định cư ở Nam Phi, kết hôn và mua một ngôi nhà vào năm 1800 ở Cape Town . Tuy nhiên, sự đầu hàng của thuộc địa trong hòa bình Amiens (1802) đã làm đảo lộn kế hoạch này.
Trong chuyến du lịch qua Nam Phi, Barrow đã biên soạn rất nhiều ghi chú và bản phác thảo về vùng nông thôn mà ông đã đi qua. Kết quả của cuộc hành trình của ông là một tấm bản đồ, mặc dù có nhiều sai sót, là bản đồ hiện đại đầu tiên được xuất bản về các phần phía nam của Thuộc địa Cape . Những mô tả của Barrow về Nam Phi đã ảnh hưởng lớn đến sự hiểu biết của người châu Âu về Nam Phi và các dân tộc ở đây. William John Burchell (1781–1863) đặc biệt gay gắt: "Đối với thứ đáng thương được gọi là bản đồ, thứ đã được đặt trước cho sách của ông Barrow, tôi hoàn toàn đồng ý với Giáo sư Lichtenstein, rằng nó khiếm khuyết đến mức hiếm khi được tìm thấy có ích lợi gì." 

## Sự nghiệp Đô đốc
Barrow trở lại Anh vào năm 1804 và được bổ nhiệm làm Bí thư thứ hai của Bộ Hải quân bởi Tử tước Melville, một chức vụ mà ông đã giữ trong bốn mươi năm  – ngoại trừ một thời gian ngắn vào năm 1806–1807 khi có chính phủ Whig nắm quyền. Lord Grey nhậm chức Thủ tướng vào năm 1830, và Barrow được đặc biệt yêu cầu tiếp tục giữ chức vụ của mình, bắt đầu nguyên tắc các công chức cấp cao tại vị khi chính phủ thay đổi và phục vụ theo cách không đảng phái. Thật vậy, chính trong thời gian ông giữ chức vụ này, nó đã được đổi tên thành Thư ký Thường trực . Barrow nhận được sự tôn trọng và tin tưởng của tất cả mười một lãnh chúa chính, những người liên tiếp chủ trì hội đồng Bộ Hải quân trong thời kỳ đó, và đặc biệt hơn là của Vua William IV khi còn là đô đốc cấp cao, người đã tôn vinh ông bằng những biểu hiện của sự tôn trọng cá nhân. 
Ở vị trí của mình tại Bộ Hải quân, Barrow là người quảng bá tuyệt vời cho các chuyến đi khám phá Bắc Cực, bao gồm cả chuyến đi của John Ross, William Edward Parry, James Clark Ross và John Franklin . Eo biển Barrow ở Bắc Cực thuộc Canada cũng như Point Barrow và thành phố Barrow ở Alaska được đặt theo tên ông. Ông được cho là người đề xuất ban đầu để cho Saint Helena làm nơi lưu đày mới cho Napoléon Bonaparte sau Trận Waterloo năm 1815. Barrow là thành viên của Hiệp hội Hoàng gia và đã nhận được bằng LL. D từ Đại học Edinburgh năm 1821. Năm 1835, Sir Robert Peel phong tước nam tước cho ông  Ông cũng là thành viên của Câu lạc bộ Raleigh, tiền thân của Hiệp hội Địa lý Hoàng gia.

## Hưu trí và di sản
Barrow từ giã cuộc sống công cộng vào năm 1845 và cống hiến hết mình để viết lịch sử về các chuyến khám phá Bắc cực hiện đại (1846), cũng như cuốn tự truyện của ông, xuất bản năm 1847.  Ông đột ngột qua đời vào ngày 23 tháng 11 năm 1848.  Đài tưởng niệm Ngài John Barrow được xây dựng để vinh danh ông trên Đồi Hoad nhìn ra thị trấn Ulverston, quê hương của ông vào năm 1850, mặc dù ở địa phương, nó thường được gọi là Đài tưởng niệm Hoad. Núi Barrow và Đảo Barrow ở Úc được cho là đã được đặt theo tên ông.
Di sản của Barrow đã vấp phải nhiều ý kiến trái chiều. Một số nhà sử học coi Barrow như một công cụ của chủ nghĩa đế quốc, những người đã miêu tả Châu Phi như một vùng đất giàu tài nguyên, không có bất kỳ yếu tố con người hay văn minh nào. Các nhà sử học khác coi Barrow là người đã thúc đẩy chủ nghĩa nhân đạo và quyền của người dân Nam Phi. Việc đổi mới các chuyến đi Bắc Cực của ông để tìm kiếm Hành lang Tây Bắc và Biển mở Cực cũng đã bị chỉ trích, với tác giả Fergus Fleming nhận xét rằng "có lẽ không có người đàn ông nào khác trong lịch sử thám hiểm đã tiêu nhiều tiền và nhiều sinh mạng đến thế trong sự vô nghĩa tuyệt vọng như vậy cho một giấc mơ.

## Đời tư
Barrow kết hôn với Anna Maria Truter (1777–1857), một nghệ sĩ thực vật đến từ Cape, Nam Phi vào ngày 26 tháng 8 năm 1799. Cặp đôi có bốn con trai và hai con gái, một trong số đó, Johanna, kết hôn với nghệ sĩ Robert Batty . Con trai của ông , George đã kế vị tước vị của mình. Con trai thứ hai của ông, John Barrow (28 tháng 6 năm 1808 – ngày 9 tháng 12 năm 1898), được bổ nhiệm làm người đứng đầu Văn phòng Hồ sơ Bộ Hải quân như một phần thưởng cho việc phát triển một hệ thống ghi lại thư từ hải quân và cứu các tài liệu có từ thời Elizabeth. Ông đã xuất bản mười tập về các chuyến du hành của mình, viết tiểu sử của Francis Drake và những người khác, đồng thời biên tập các chuyến đi của Thuyền trưởng Cook  cùng các tác phẩm khác. 

## Trong tiểu thuyết
Barrow trong vai trò Bí thư thứ hai được miêu tả như một nhân vật trong Hornblower and the Crisis của CS Forester .